# Cosmardia
Cosmardia é um gênero de traça pertencente à família Agonoxenidae.